# Barrio España
El Barrio España es un barrio situado al norte de Valladolid, cuenta con 2.615 habitantes.[cita requerida] Sus casas están entre el río Pisuerga (al oeste) y la avenida de Santander (al este) y limita al norte con la ronda VA-20 y al sur con el río Esgueva, que separa el barrio de Rondilla de Santa Teresa.
El barrio se caracteriza por sus calles estrechas, casas bajas y patios que conviven con nuevas construcciones de cuatro alturas, más urbano y espacios más amplios.

## Historia
En tiempos de la Segunda República, la instalación de manera informal en la zona de una serie de familias dio lugar a la creación del barrio, que recibió el nombre de Barrio de la República. En 1936, con la dictadura franquista, se cambió por el de Barrio España, que actualmente tiene.
En 1959, el sacerdote Marcelo González, impulsor de la construcción del vecino barrio de San Pedro Regalado, impulsó el proyecto de rehabilitar las chabolas y viviendas de las 900 familias que residían ya en la zona. No tenían agua corriente, ni luz, ni alcantarillado. A finales de ese año, en una reunión en el Gobierno Civil de Valladolid, cristalizó la Operación barrio de España, que incluyó la compra del terreno a la familia propietaria, la recaudación y gestión de los donativos, y las obras correspondientes. En la operación participaron, de una manera o de otra, las distintas autoridades franquistas, destacadas empresas, ciudadanos anónimos y el propio Don Marcelo.
A finales de la década de 1950 se construyó el poblado de Endasa.

## Límites
Forma parte del distrito 8 de la ciudad junto con los barrios de Rondilla, Santa Clara-XXV Años de Paz, San Pedro Regalado y Barrio del Hospital. 
Los límites según el Ayuntamiento de Valladolid los marcan el paseo del Cauce (río Esgueva), el río Pisuerga (margen izquierda), la calle Costa Brava, y la avenida Santander.